# Campo-Formio (Métro Paris)

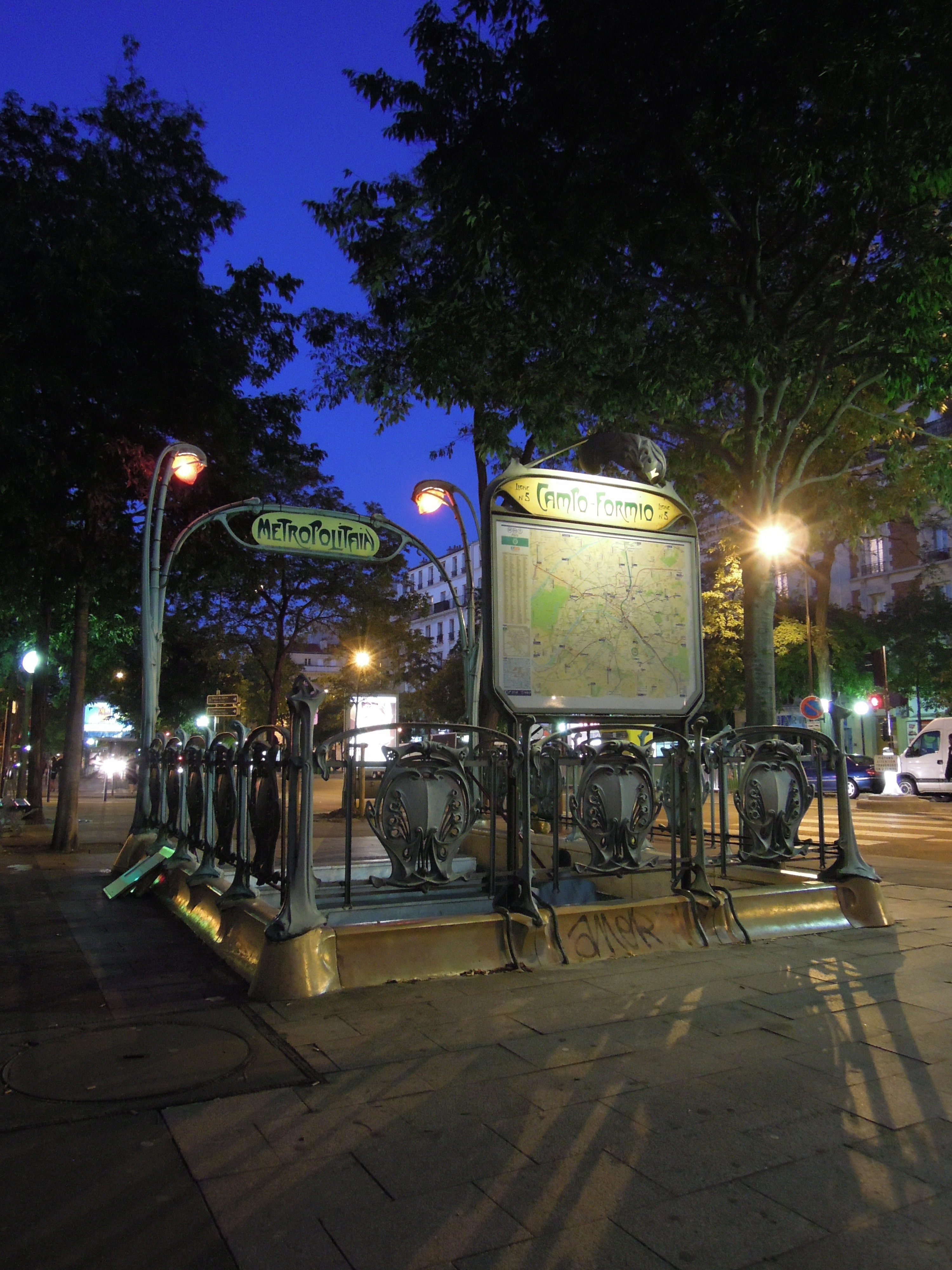
Von Hector Guimard im Stil des Art nouveau gestalteter Zugang

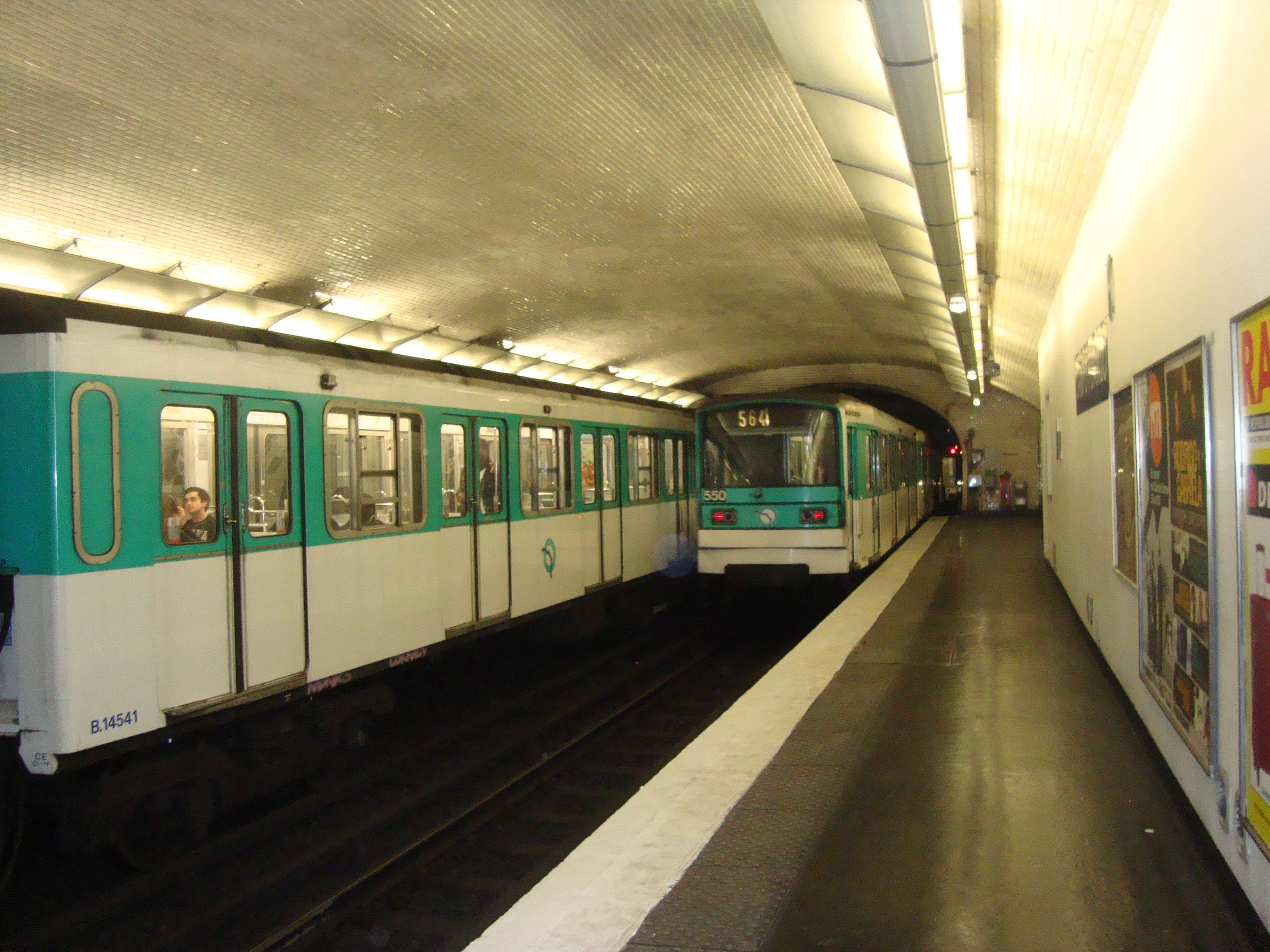
Zwei MF-67-Züge in der Station Campo-Formio

Der U-Bahnhof Campo-Formio [kɑ̃po fɔʁmjo] ist eine unterirdische Station der Linie 5 der Pariser Métro.

## Lage
Die Station befindet sich im Quartier de la Salpêtrière des 13. Arrondissements von Paris. Sie liegt längs unter dem Boulevard de l’Hôpital in Höhe der abgehenden Rue de Campo-Formio.

## Name
Den Namen gibt die Rue de Campo-Formio. Diese 1851 neu geschaffene Straße wurde nach dem Friedensvertrag von Campo Formio zwischen Frankreich und Österreich benannt, der 1797 nahe dem italienischen Ort Campoformido den 1792 von Frankreich begonnenen Ersten Koalitionskrieg beendete.

## Geschichte und Beschreibung
Die Station wurde am 2. Juni 1906 mit der Eröffnung der Linie 5 in Betrieb genommen. Diese verkehrte vom Endbahnhof Place d’Italie zunächst nur auf 1555 m Länge bis zur Station Gare d’Orléans (seit 1930: Gare d’Austerlitz).
Unter einem elliptischen, weiß gefliesten Deckengewölbe hat die Station Seitenbahnsteige an zwei parallelen Streckengleisen. Ihre Seitenwände folgen der Krümmung der Ellipse. Sie weist die ursprüngliche Pariser Standardlänge von 75 m, ausreichend für Fünf-Wagen-Züge, auf.
Der einzige Zugang liegt am Boulevard de l’Hôpital gegenüber der Einmündung der Rue de Campo-Formio. Sein Dekor wurde von Hector Guimard im Stil des Art nouveau gestaltet.

## Fahrzeuge
Die Sprague-Thomson-Züge auf der Linie 5 wurden ab 1978 durch Fahrzeuge der Baureihe MF 67 ersetzt, denen ab 2011 MF 01-Züge folgten.